# Isola Louth
L'isola Louth (in inglese: Louth Island; in lingua Nauo Jorunu/Yoruna) è un'isola australiana sita nell'omonima baia nel golfo di Spencer, sulle coste sud-orientali della penisola di Eyre: essa dista 17,5 km in direzione NNE dal centro regionale di Port Lincoln.

## Geografia
Louth Island si affaccia ad ovest su Louth Bay, della quale rappresenta il confine orientale: Louth Bay è il nome anche dell'insediamento posto sulla terraferma a nord dell'isola, mentre ad est si trova Poonindie, a sud-ovest (per un breve tratto) North Shields ed a sud Point Boston, al quale Louth Island appartiene amministrativamente. Ad est, l'isola si affaccia sul golfo di Spencer, con la vicina Rabbit Island ben visibile 3 km in direttrice sud-est.
L'isola presenta forma allungata in direttrice N-S, coun una zona settentrionale arrotondata e una meridionale appuntita che forma il cosiddetto Pelican Point ("punta pellicano"): le due parti sono separate da un collo di bottiglia che delimita le due baie di Homestead Bay ad ovest e Carl Cove ad est. Le due baie presentano entrambe spiagge che fungono da approdo: altre spiagge sono Shell Beach sulla costa settentrionale, McLeod Landing a nord-est e Barry Beach a sud-est. Mentre la porzione meridionale viene utilizzata per l'agricoltura e presenta una vecchia fattoria e una pista d'atterraggio per elicotteri, quella settentrionale è perlopiù ricoperta da cespugli.

## Fauna
L'isola ha storicamente supportato una colonia di pinguini minori blu: già nel 1865 ne viene menzionata la presenza, mentre fonti del 1874 ne menzionano l'abbondanza (addirittura si parlava di milioni di pinguini e della necessità di costruire terrapieni per evitare che i tendaggi venissero distrutti dal calpestio) e la precocità nella riproduzione, coi giovani già osservabili nel mese di novembre. I pinguini fungevano da fonte di cibo per l'aquila di mare panciabianca, coppie della quale nidificavano sull'isola.
Nel 2008, la scoperta della presenza di tracce suggeriva che i pinguini (peraltro nidificanti sulla prospiciente Rabbit Island) fossero ancora presenti a Louth Island.

## Storia
Nel gennaio del 1861 si ha notizia della tosatura di una pecora rimasta allo stato brado sull'isola (il cui custode era ai tempi il capitano Bishop di Port Lincoln) per tre anni, che diede vello spesso dodici pollici e pesante ventiquattro libbre.

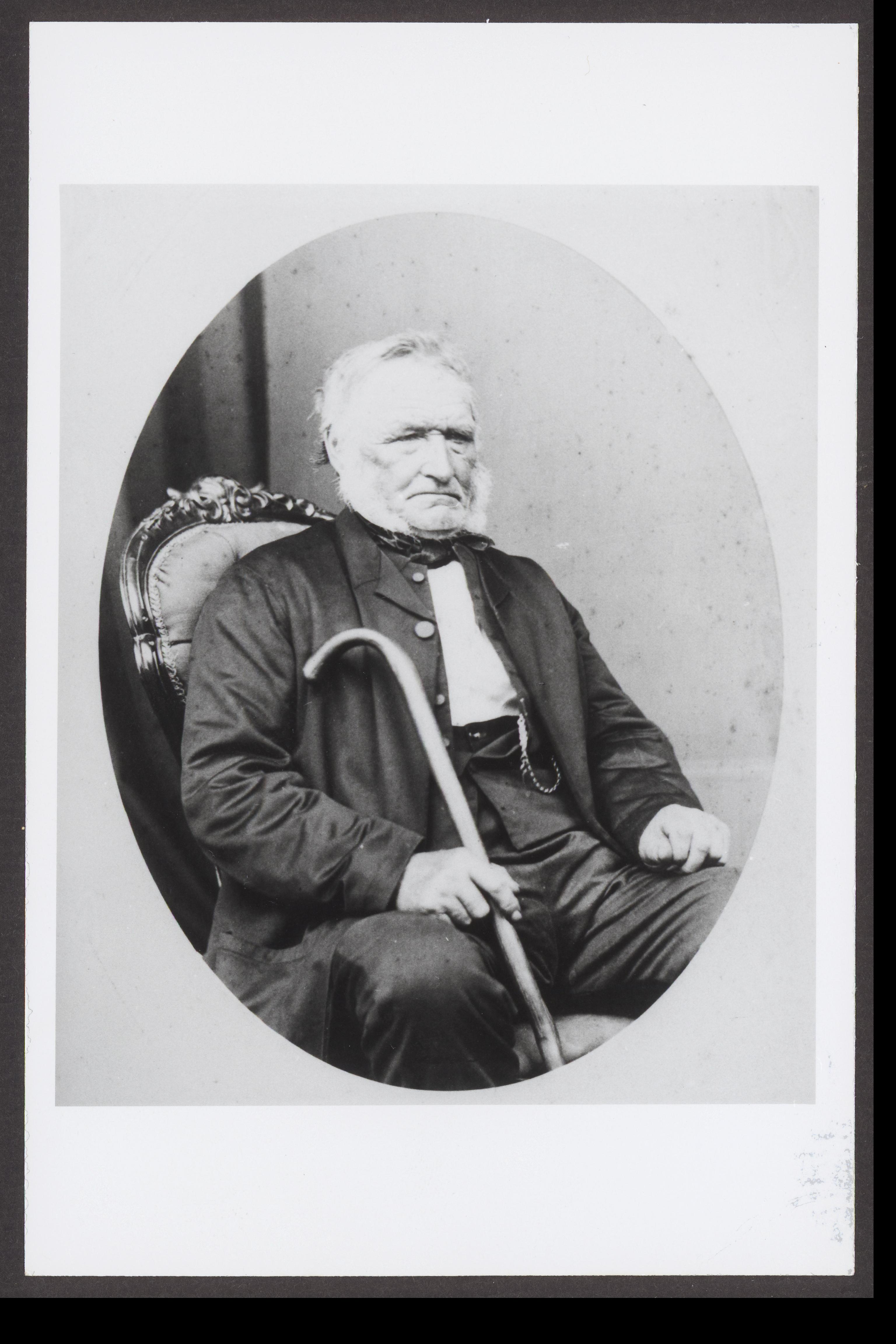
Alexander Watherston, custode di Louth Island, in una foto degli anni '70 dell'800.

Verso la fine del XIX secolo, Louth Island era sotto la custodia di tale Alexander Watherston: il 13 ottobre 1905 l'allora affittuario dell'isola William Watherstone, giunto in zona nel 1849, morì a Port Lincoln a causa di complicazioni legate alla malattia di Bright.

Agli inizi del '900, le acque circostanti l'isola vennero dragate alla ricerca di ostriche.
Nel 1910 le 800 pecore presenti sull'isola vennero tosate in due settimane da tre operatori, un tempo piuttosto lungo che venne attribuito al tempo inclemente. Nello stesso anno, tal W. E. Goode e i di lui due figli naufragarono sull'isola dopo essere stati sorpresi da un improvviso montare dei venti mentre erano in barca, venendo recuperati il giorno successivo.

Cinque anni dopo, Louth Island venne messa all'asta ed acquistata da tale W. B. White di Port Lincoln, che se la aggiudicò a 4 sterline 8/6 per acro. White nel 1917 bandì a sua volta un'asta al fine di emettere concessioni per lo sfruttamento dei depositi costieri di guano dell'isola.
Nel 1921 una barca recante provviste sull'isola accertò che uno dei dipendenti di White ivi residente, tale Thomas Russell, era sparito senza lasciare traccia, e a nulla valsero le ricerche effettuate nella zona.
Nel 1938, una foto dell'isola faceva parte di una collezione esposta a una mostra locale a Port Lincoln per pubblicizzare le bellezze naturali della zona.
Nel 1947 Queenie, femmina di cocker di proprietà del capitano F. G. Sawford, approdò su Louth Island dopo essere stata gettata in mare durante la notte dalla furia delle onde ad alcune miglia di distanza.
Nel 1972 Louth Island venne acquistata dalla famiglia Schoder, che ne detenne la proprietà fino al 2009, quando venne nuovamente messa sul mercato per una cifra iniziale attorno ai tre milioni di dollari.
Nel 2021, l'isola cambia nuovamente proprietario, venendo acquisita dall'imprenditore locale Che Metcalfe: viene dato il via all'ambizioso progetto Rumi on Louth, con l'intento di creare nel giro di 10 anni (previo ristoro delle antiche condizioni naturali dell'isola) un eco-lodge di lusso totalmente alimentato da energie rinnovabili.